# Noémie Pérugia
Noémie Pérugia, née le 7 novembre 1903 à Nice, morte le 24 mars 1992, est une cantatrice française soprano.

## Biographie
Elle débute dans le Requiem de Verdi en 1936 puis devient l'interprète privilégiée des mélodies de Gabriel Fauré dans le monde entier. Après guerre, elle se consacre à l'enseignement et la promotion de la musique. Elle fonde le Concours International d'interprétation et d'accompagnement et l'Académie de chant et d'art lyrique qui portent tous deux son nom. 
Au milieu des années 1940, elle est accompagnée régulièrement par la pianiste et compositrice Henriëtte Bosmans (1895–1952) avec qui elle forme un duo. Bosmans lui dédie onze de ses mélodies, notamment sur des textes de Paul Faure. À Amsterdam, elle fonde le Concours Gabriel Fauré. 
Elle est maintes fois chargée de cours dans des conservatoires étrangers (Londres, Amsterdam, Buenos Aires). Elle a créé le cycle Saluste du Bartas d'Arthur Honegger.
En 1951 le compositeur  Maurice Thiriet lui dédia "Fleurs" 6 poèmes qu'il mit en musique d'après les textes de Blanche Pierre-Biez. Noémie Pérugia les chanta en première audition le 24 mai accompagnée au piano par Daniel Lesur.

## Discographie sélective
- Fauré: Le jardin clos op. 106, Tristesse op.6 n°2, avec Joseph Benvenuti, piano, Paris, La Voix de son maître, 1941.
- Jacques de La Presle, Deux chœurs de printemps, Secrétariat général des Beaux Arts, Paris, 1943.
- Fauré:  Dans la forêt de Septembre op.85 n°1, Le don silencieux op.92, avec Irène Aitoff, piano, Paris, La Voix de son maître, 1945.
- Debussy: Trois chansons de Bilitis, avec Irène Aitoff, piano, Paris, 1947.
- Chabrier: Chanson pour Jeanne, Chausson: Nanny op.2 n°1, avec Irène Aitoff, piano, Paris, La Voix de son maître, 1949.
- Henriëtte Bosmans: Liederen Op Franse Teksten, avec Henriëtte Bosmans et Hans Henkemans, piano, enregistrés de 1950 à 1952, Attacca, Pays-Bas, 1984.
- De Monteverdi à Yvette Guilbert, Voxigrave, 1967.